# Kaschmir-Leberblümchen
Das Kaschmir-Leberblümchen (Hepatica falconeri) ist eine Pflanzenart innerhalb der Familie der Hahnenfußgewächse (Ranunculaceae). Es kommt in den Hochgebirgen Mittelasiens vor. Die Art war lange Zeit recht unbekannt, sie wurde im Jahre 2001 in Gebirgen Nordpakistans in einer Höhe von etwa 3000 m durch japanische und pakistanische Botaniker wiedergefunden und bestätigt.

## Beschreibung
Hepatica falconeri ist eine ausdauernde, krautige Staude und wird 6–15 (–20) cm hoch. Die neuen Laubblätter erscheinen ab März, nach den Blüten, die Pflanzen wachsen bis Oktober und vergilben bis Ende November.
Die Blätter sind dreilappig mit zahlreichen Spitzen ähnlich H. transsilvanica. Die Blüten besitzen 5 bis 7 weiße Blütenhüllblätter, diese haben gelegentlich eine rötliche Unterseite. Sie haben 10–18 (–20) mm Durchmesser. Ähnlich wie H. transsilvanica bildet die Pflanze kriechende Wurzeltriebe, wobei der Wurzelstock an der Spitze längliche, häutige Schuppen aufweist. Die Grundblätter sind dreilappig, nierenförmig-herzförmig, zuerst zottig, später spärlich weich behaart, tief geschlitzt und haben gelegentlich helle Flecken. Am Stiel befinden sich waagerecht abstehende weiche Haare. Die Art ist diploid, wie das gewöhnliche Leberblümchen mit Chromosomenzahl 2n=14.

## Verbreitung

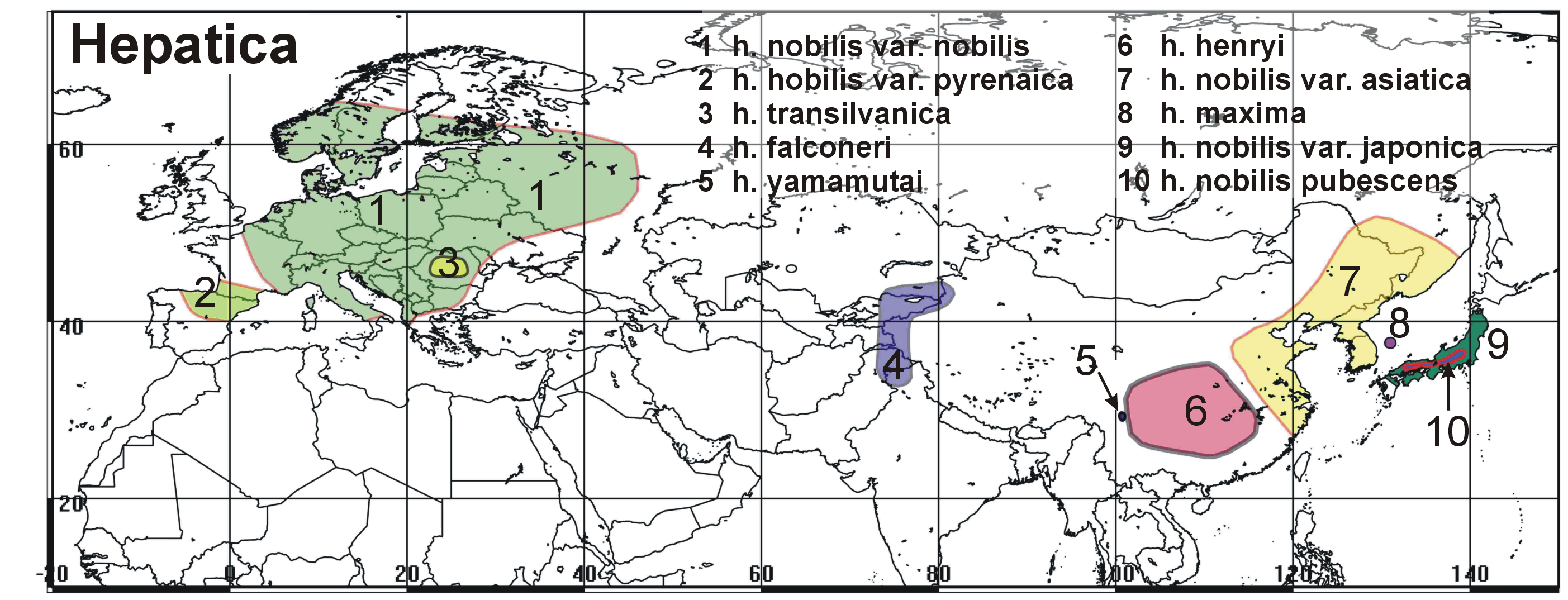
Verbreitungskarte der Leberblümchen in Europa und Asien. (Versuch einer Darstellung gemäß der in den jeweiligen Wikipedia Seiten angegebenen natürlichen Verbreitung.)

Es kommt in den Bergwäldern Mittelasiens vor. Das Verbreitungsgebiet erstreckt sich über den indischen Nordwest-Himalaya (Distrikte Himachal Pradesh und Jammu und Kaschmir), den Tienschan des nordwestlichen China (Xinjiang Ghulja bis Kaschmir), den Transili-Alatau in Kasachstan, den Pamir und den Alai in Kirgistan und Tadschikistan und die nördlichen Gebirge Pakistans. Es besiedelt schattige Wälder und Gebüsche sowie steinige Berghänge auf karstigem Kalkgestein in Höhen 2000–3100 m.

## Verwendung
Die Art wird gelegentlich als Zierpflanze verwendet.

## Taxonomie
Das Kaschmir-Leberblümchen wird innerhalb der Gattung mit den drei unten erwähnten Arten in die Sektion Angulosa (Ulbr.) Nakai eingeordnet.
Es wurde nach karyologischen Daten vorgeschlagen, dass diese diploide Art (oder ein heute ausgestorbener direkter Vorfahr davon) eine der Stammarten der allotetraploiden Hepatica henryi, Hepatica transsilvanica und Hepatica yamatutai sein könnte. Die Art besitzt das kleinste Genom aller Hepatica-Arten. Es wurde deshalb vermutet, es könne sich möglicherweise um eine früh abgespaltene Reliktsippe handeln, dieser Schluss ist aber auf dieser Grundlage allein noch unsicher.
Über die Zugehörigkeit zu einer Gattung gibt es zwei Auffassungen: Die meisten Autoren stellen das Leberblümchen zur Gattung Hepatica. Andere Autoren stellen es in eine weit gefasste Gattung der Windröschen (Anemone). Die Art wird dann als Anemone falconeri Thomson bezeichnet.